# Follow the Drinking Gourd
Follow the Drinking Gourd — афроамериканська народна пісня, вперше опублікована у 1928 році. У перекладі з англійської «drinking gourd» буквально означає «питний гарбуз». Корінні американці та раби робили з гарбуза своєрідний ківш для води. Також це альтернативна назва астеризму Великий Віз, який знаходиться у сузір'ї Велика Ведмедиця. Фольклор говорить, що раби в США використовували його як орієнтир, щоб не заблукати під час своєї втечі на Північ до свободи.
Згідно з легендою, цю пісню використовував провідник підземної залізниці на ім'я Пег Лег Джо, щоб вказувати напрямок рабам-втікачам, а текст пісні містить зашифровані картографічні вказівки.
Можливо, ця пісня справді відноситься до якогось втраченого фрагмента історії, проте не існує конкретних доказів, що вона допомогла комусь звільнитися від рабства, оскільки до 1910 року про неї не виявлено жодних згадок.

## Історія
Пісню у 1910-х роках згадував ентомолог та аматор-фольклорист Х. Б. Паркс. Він повідомив, що оперативник підземної залізниці Пег Лег Джо видавав себе за робітника та поширював пісню на різних плантаціях, даючи рабам вказівки, як тікати. Пісня була опублікована Техаським фольклорним товариством у 1928 році. На обкладинці була назвау «Foller de Drinkin' Gou'd».
У 1947 році Лі Хейс з Almanac Singers і The Weavers переаранжував «Follow the Drinkin' Gourd» і опублікував її в People's Songs Bulletin. Хейс був знайомий з афроамериканською культурою, він заявив, що сам чув частини пісні від літньої чорношкірої жінки на ім'я Aunty Laura. Хейс описав мелодію як почуту від Aunty Laura, тоді як слова було взято з антологій — мабуть, із версії Паркса.
1955 року Ренді Спаркс почув пісню від літнього вуличного співака на ім'я Джон Вудем. Ці тексти відрізнялися від версій Паркса та Хейса та не містили географічної інформації. Пізніше Спаркс заснував The New Christy Minstrels, з якими він записав версію пісні, що базується на текстах Вудема.
У різний час пісню «Follow the Drinking Gourd» виконували багато музикантів та музичних колективів, серед яких Richie Havens, Pete Seeger, The Weavers, The Brothers Four та ін.

## Текст пісні
When the sun comes back, and the first quail calls
Follow the drinkin' gourd
For the old man is waiting just to carry you to freedom
Follow the drinkin' gourd

Follow the drinkin' gourd
Follow the drinkin' gourd
For the old man is waiting to carry you to freedom
Follow the drinkin' gourd

Well the river bank makes a mighty good road
Dead trees will show you the way
Left foot, peg foot, travelin' on
Follow the drinkin' gourd

Follow the drinkin' gourd
Follow the drinkin' gourd
For the old man is waiting to carry you to freedom
Follow the drinkin' gourd

Well the river ends, between two hills
Follow the drinkin' gourd
There's another river on the other side
Follow the drinkin' gourd

Follow the drinkin' gourd
Follow the drinkin' gourd
For the old man is waiting to carry you to freedom
Follow the drinkin' gourd

Well, where the great big river meets the little river
Follow the drinkin' gourd
The old man is waiting to carry you to freedom
Follow the drinkin' gourd

Follow the drinkin' gourd
Follow the drinkin' gourd
For the old man is waiting to carry you to freedom
Follow the drinkin' gourd

For the old man is waiting just to carry you to freedom
If you follow the drinkin' gourd